# Rautatienkatu (Tampere)
Pour les articles homonymes, voir Rautatienkatu.
Rautatienkatu (français : rue de la voie ferrée), est une rue du centre-ville de Tampere en Finlande.

## Situation
Rautatienkatu est une rue orientée nord-sud a proximité de la voie ferroviaire principale de Finlande.
Son extrémité nord est située dans le quartier de Jussinkylä à l'intersection de Vuorikatu, l'extrémité sud est dans le quartier de Kyttälä à l'intersection de Vuolteenkatu. 
La rue mesure environ un kilomètre de long,,.

## Bâtiments
Le long de Rautatienkatu se trouvent deux sites culturels construits d'intérêt national: la gare de Tampere (1936) et la Cathédrale de Tampere (1906).
À l'intersection de Rautatienkatu avec Hämeenkatu se trouvent la maison du chemin de fer (1896) et le bâtiment de l'hôtel Emmaus (1936).
Parmi les autres sites notables le long de Rautatienkatu citons l'église orthodoxe (1898), le lycée classique (1907) et l'ancien bureau de poste principal (fi) (1972).

## Galerie

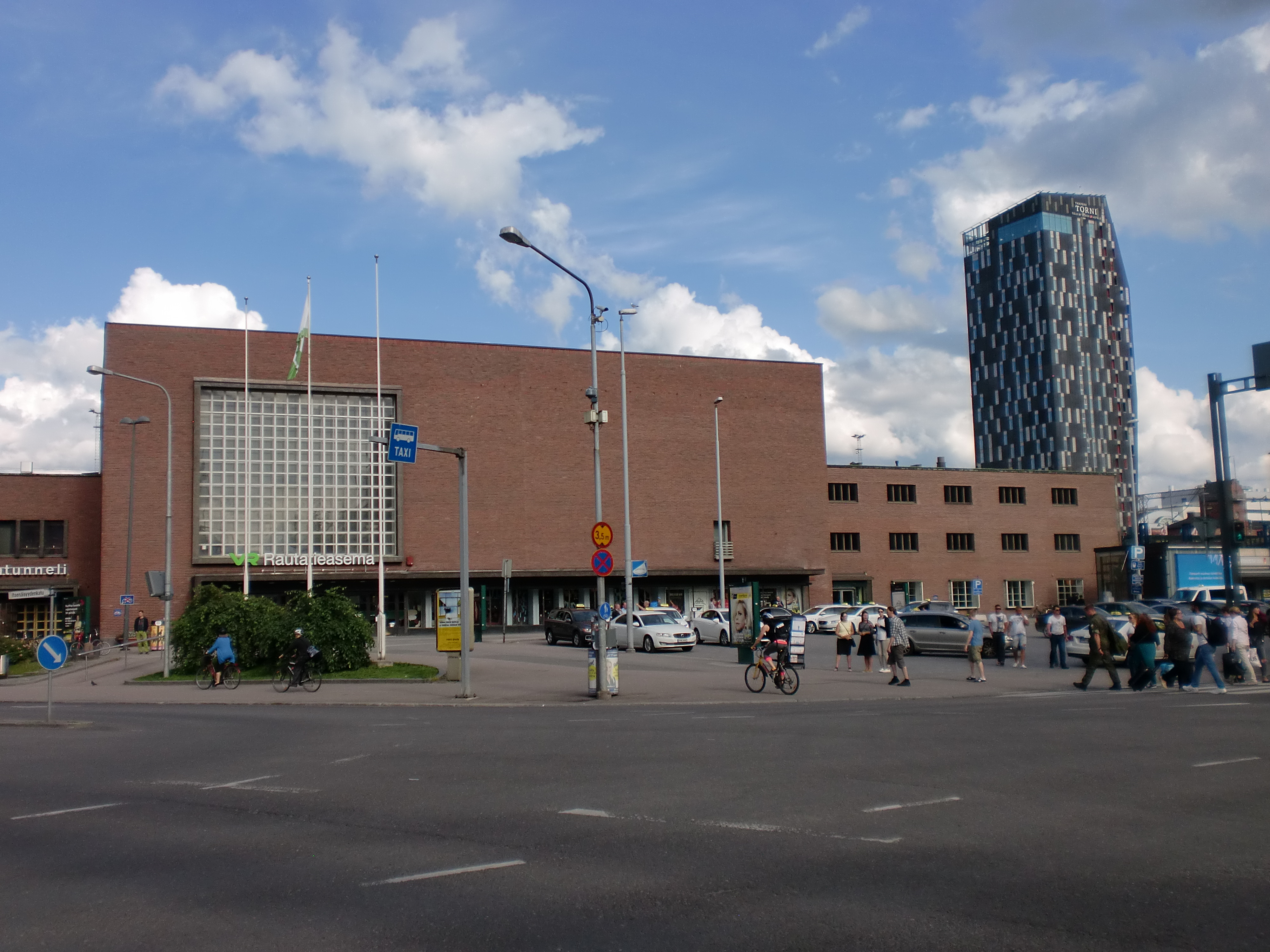
La gare de Tampere
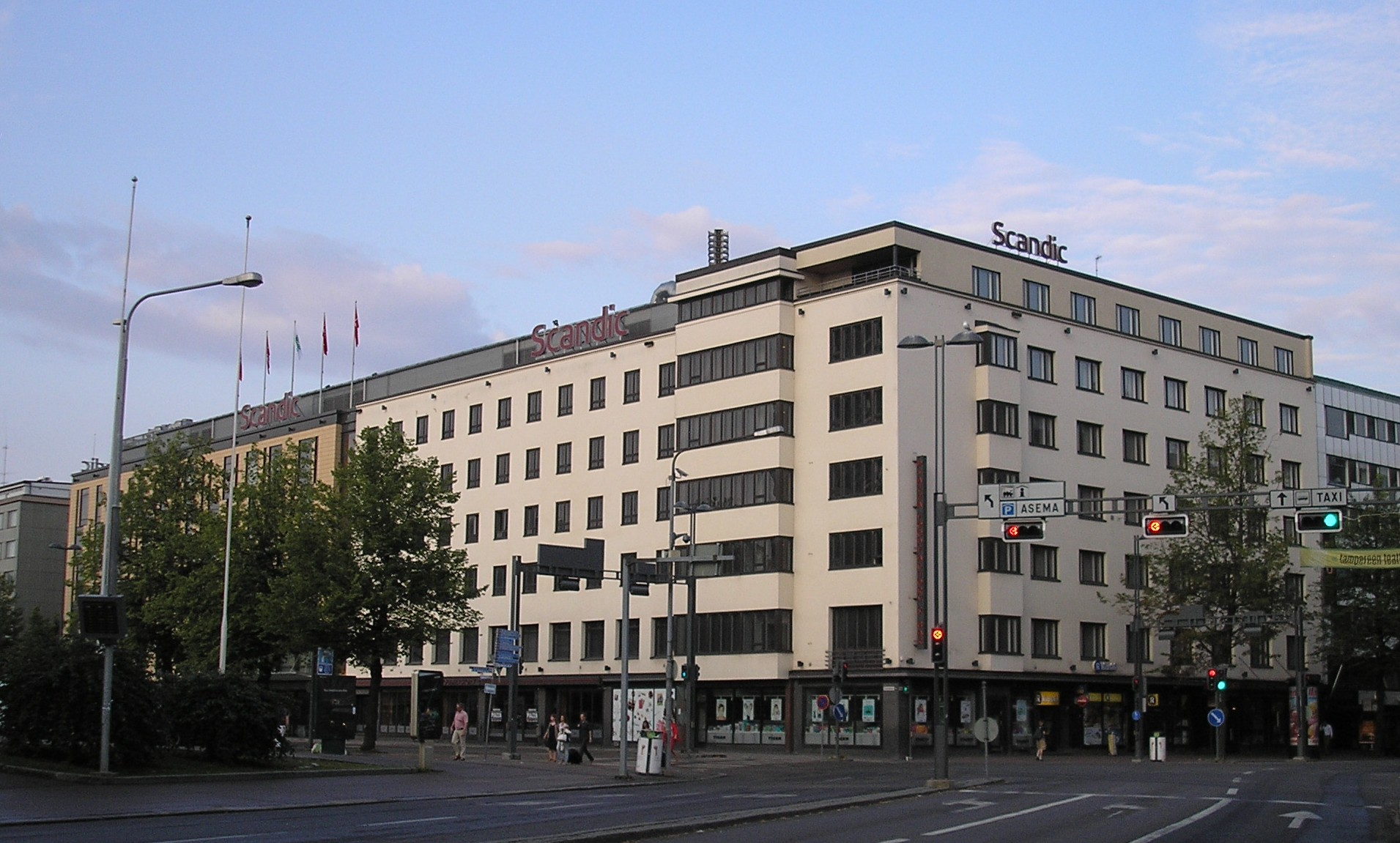
Le bâtiment de l'hôtel Emmaus
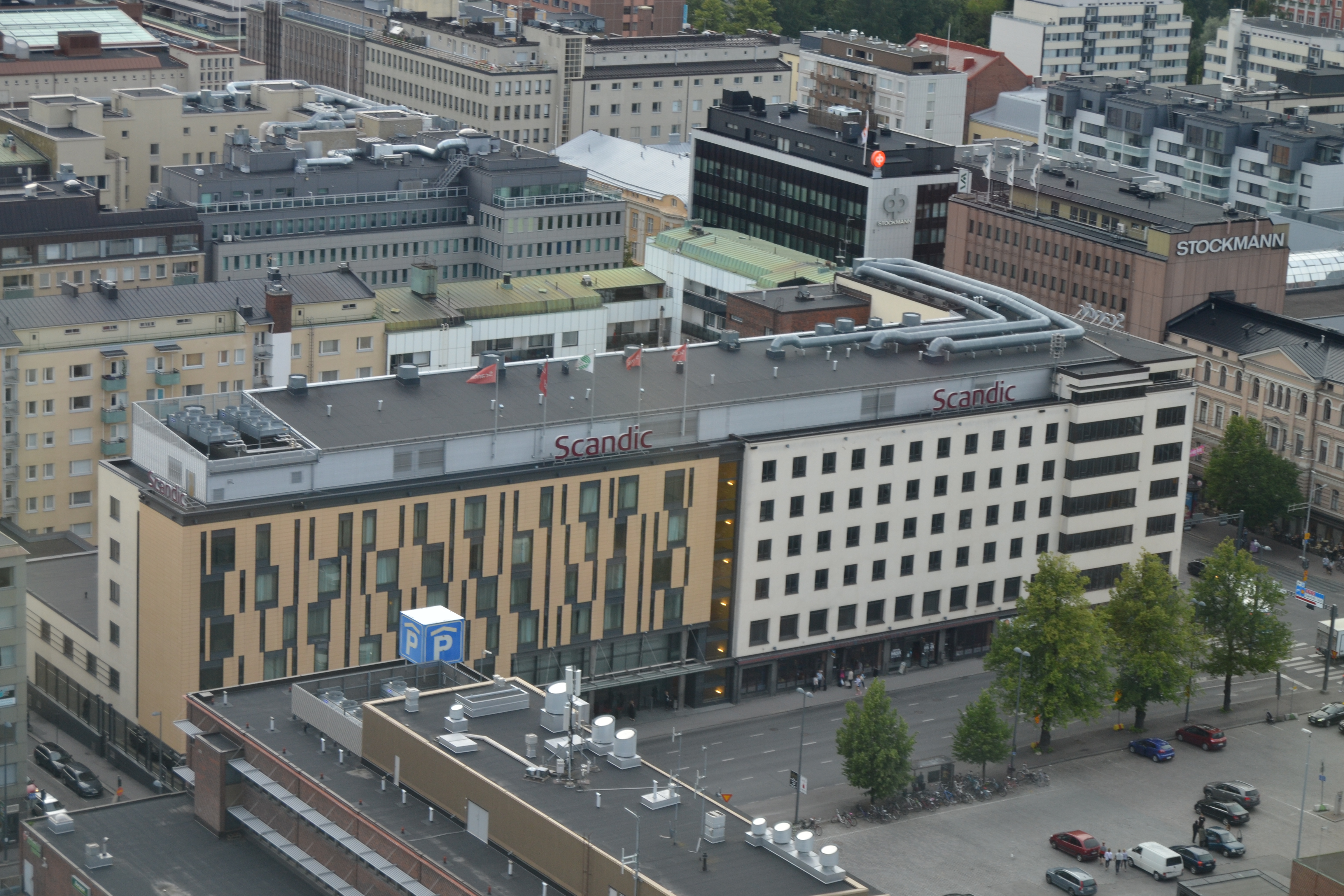
Le bâtiment de l'hôtel Emmaus
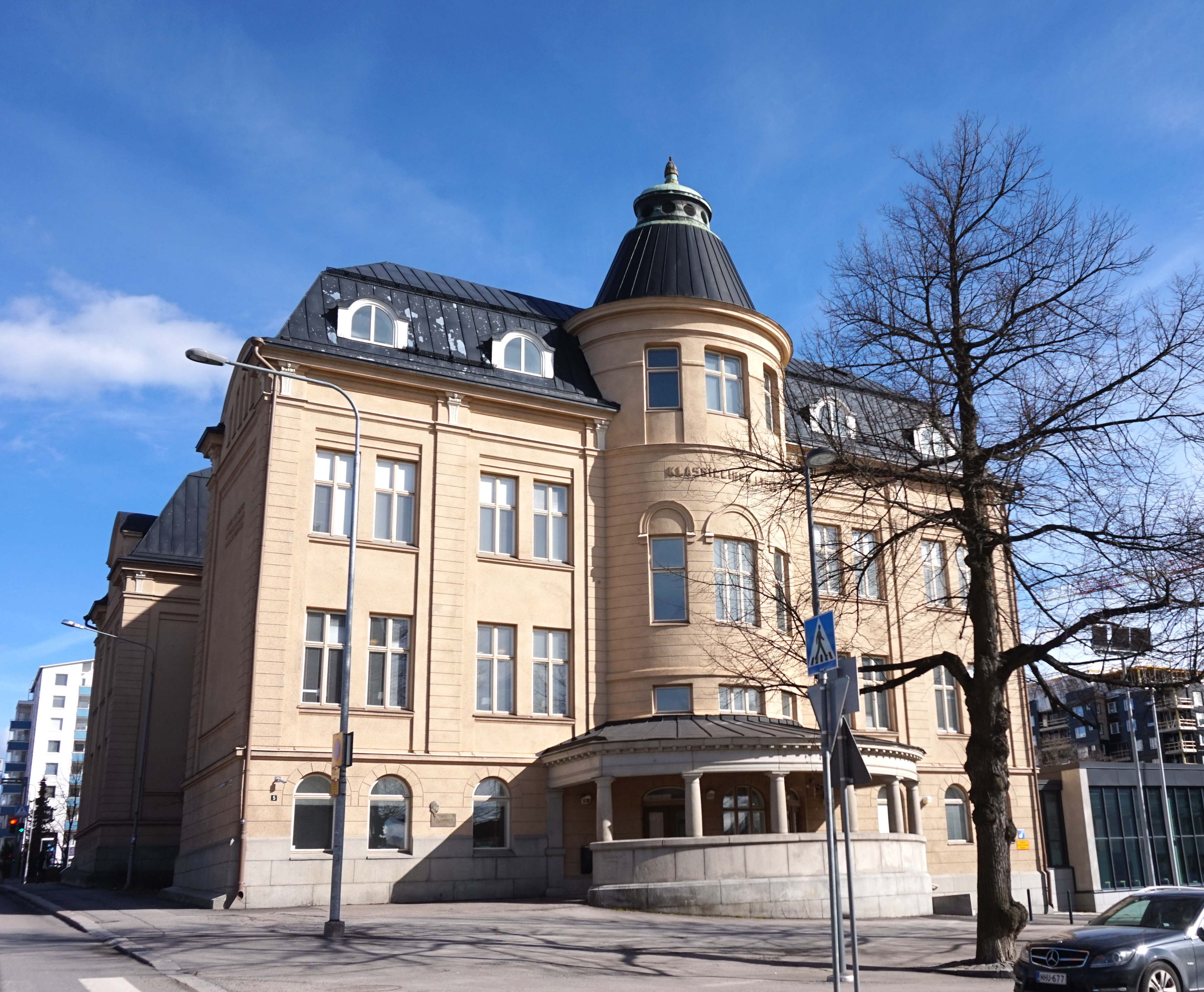
Le lycée classique
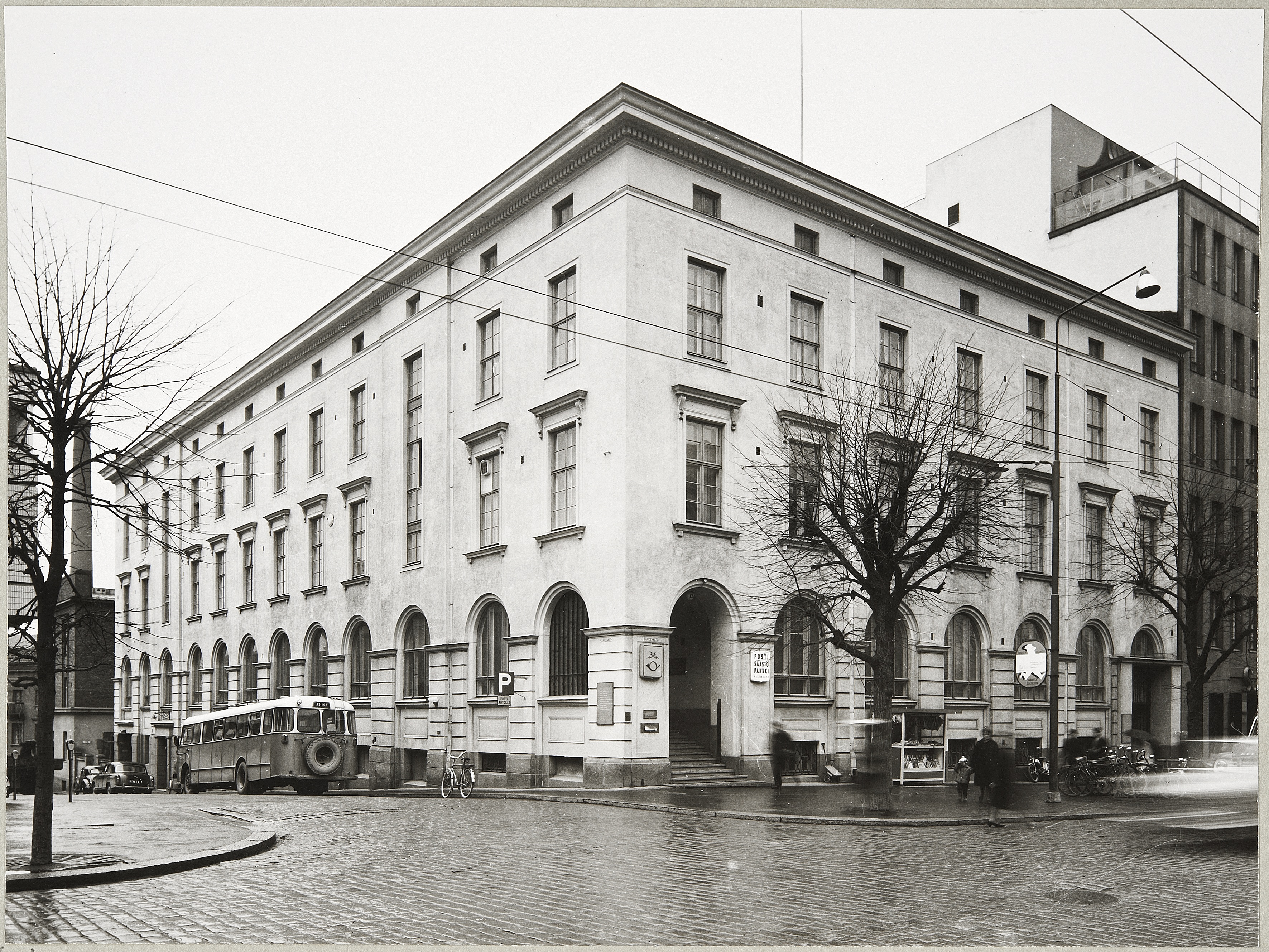
L'ancien bureau de poste principal (fi)
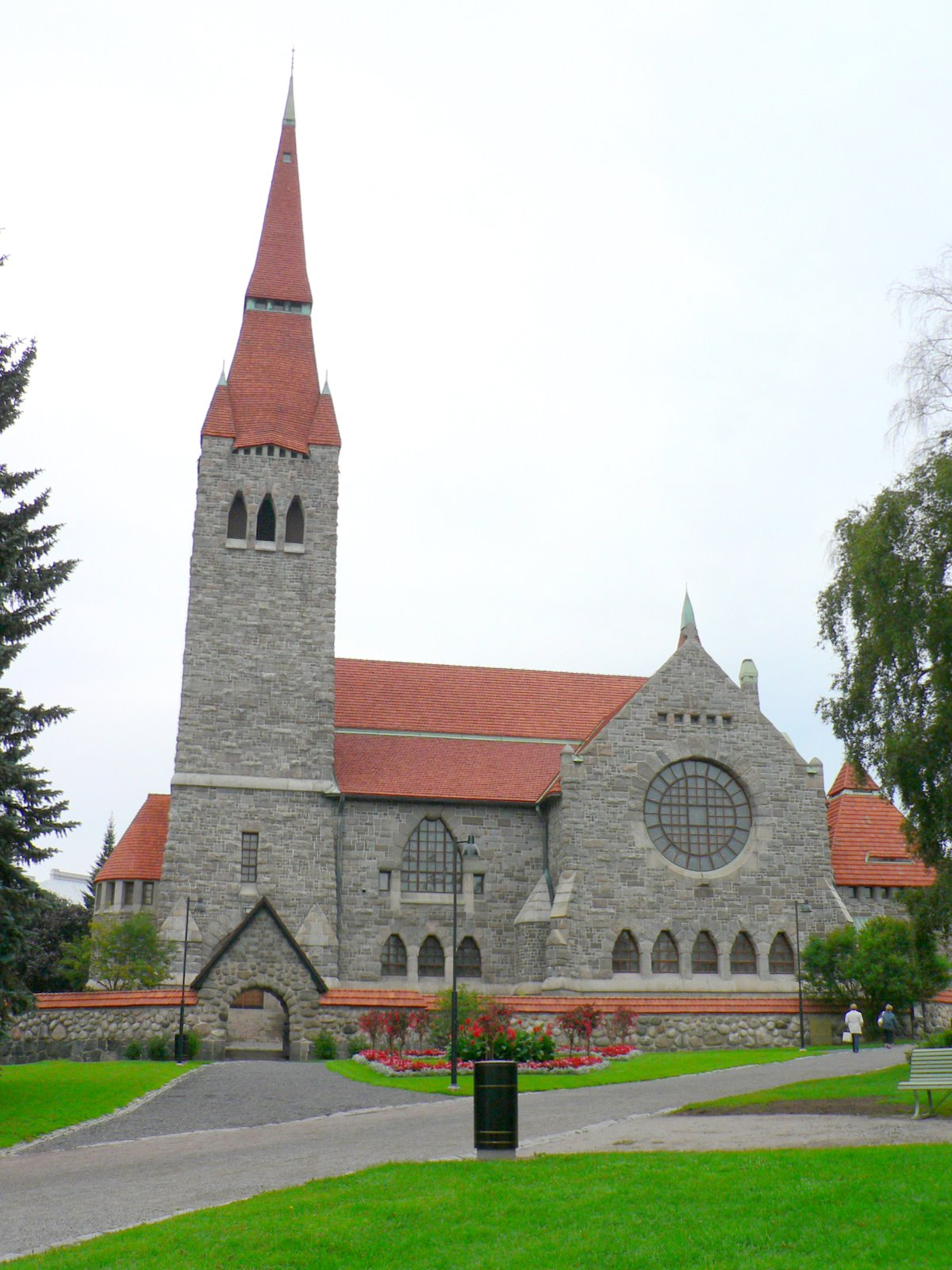
La Cathédrale de Tampere
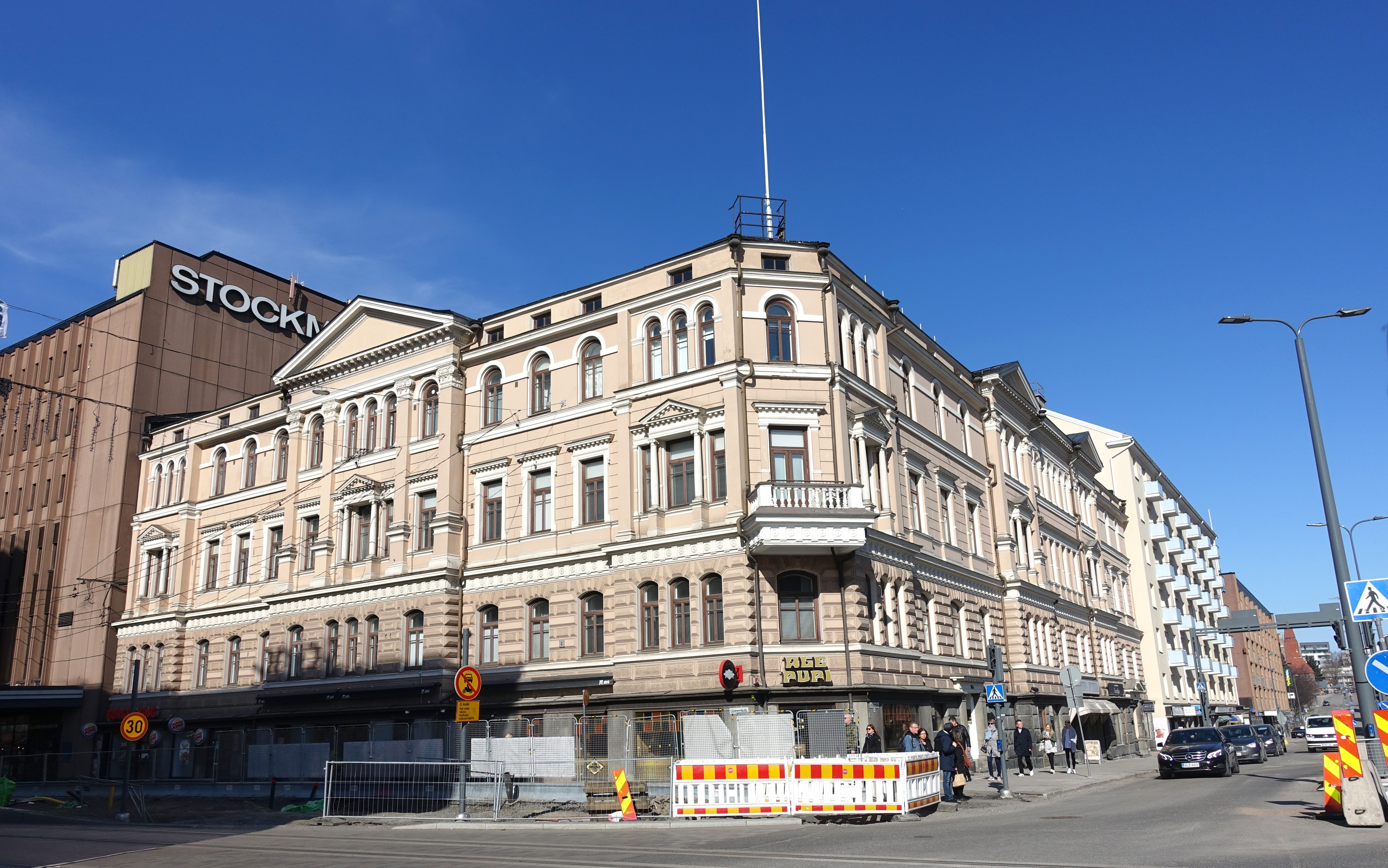
Rautatienkatu 14.
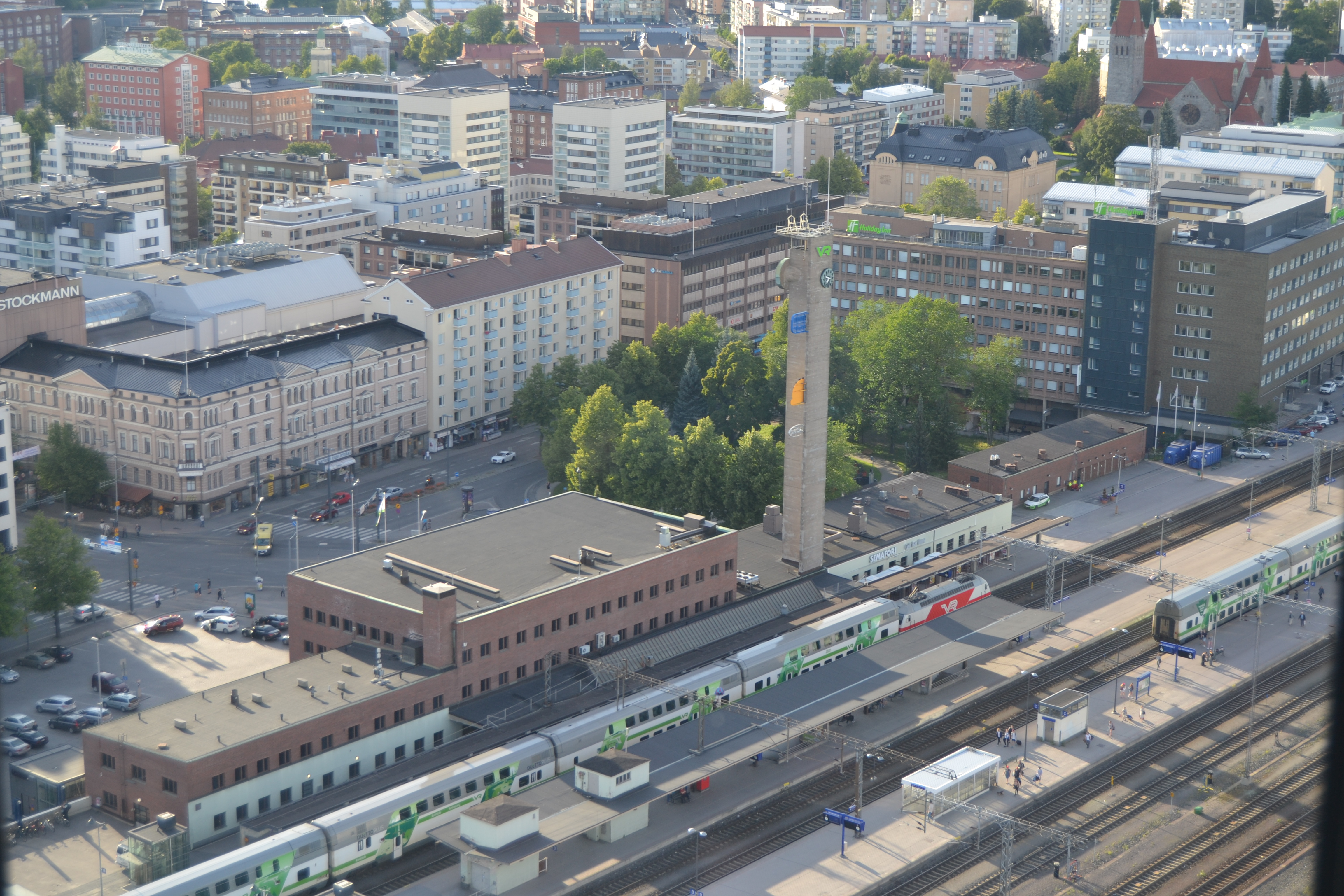
La gare de Tampere